# Herina viridis
Herina viridis är en tvåvingeart som först beskrevs av Macquart 1843.  Herina viridis ingår i släktet Herina och familjen fläckflugor. Inga underarter finns listade i Catalogue of Life.